# Henlea ventriculosa
Henlea ventriculosa är en ringmaskart som först beskrevs av d'Udekem 1854.  Henlea ventriculosa ingår i släktet Henlea och familjen småringmaskar. Arten är reproducerande i Sverige. Inga underarter finns listade i Catalogue of Life.